# 음력 3월 12일
음력 3월 12일은 음력 3월의 12번째 날이다.

## 사건
- 1623년 - 인조반정 발발.
- 2018년 - 판문점 평화의 집에서 2018년 1차 남북정상회담 개최.

## 같이 보기
- 음력 360일: 1월 2월 3월 4월 5월 6월 7월 8월 9월 10월 11월 12월
- 전날:3월 11일 다음날:3월 13일 - 전달:2월 12일 다음달:4월 12일
- 양력:3월 12일
- 음력, 윤달